# 1084. grenadirski polk (Wehrmacht)
1084. grenadirski polk (izvirno nemško 1084. Grenadier-Regiment; kratica 1084. GR) je bil pehotni polk Heera v času druge svetovne vojne.

## Zgodovina
Polk je bil ustanovljen 25. julija 1944 kot sestavni del 544. grenadirske divizije.